# Jeremias Benjamin Richter
Jeremias Benjamin Richter (in tedesco [ˈʀɪçtɐ]; Jelenia Góra, 10 marzo 1762 – Berlino, 14 aprile 1807) è stato un chimico tedesco.
Fu segretario delle industria mineraria di Breslavia (1794), assessore dei lavori minerari (1800) e direttore delle fabbriche di porcellane di Berlino. È conosciuto per aver redatto la legge degli equivalenti chimici (1791) (stechiometria). Ebbe anche una notevole influenza sul filosofo Kant, dal quale condivise la concezione delle scienze fisiche nella matematica applicata.

## Legge di Richter
La legge delle proporzioni equivalenti di Richter, che formulò durante gli studi che partorirono Gegenstände in der Chemie, dice più o meno così: «Considerando due sostanze (A e B) in grado di reagire tra loro e con una terza sostanza C, si osserva che un’eguale massa di C reagisce con masse differenti di A e B.»
Quindi:
{\displaystyle A+C=X}
{\displaystyle B+C=Y}
{\displaystyle {\frac {m_{A}}{m_{B}}}=R}      (con R numero intero)
e:
{\displaystyle A+B=Z}
{\displaystyle {\frac {m_{A}}{m_{B}}}=r=nR}      (con n numero intero o rapporto di numeri interi)
dove {\displaystyle m} è la massa.

## Altri lavori
Tra il 1792 e il 1794 pubblicò un riassunto a tre volumi del suo lavoro sulla legge di proporzioni definite. In questo libro Richter introdusse il termine stechiometria.
A Richter piaceva molto la matematica nella chimica. Purtroppo il suo stile di scrittura è stato descritto come oscuro e goffo. Infatti, il suo lavoro ebbe successo fino al 1802, quando è stato riassunto da Ernst Gottfried Fischer in termini di tavole.

## Pubblicazioni
I suoi risultati sono stati pubblicati in Der Stochiometrie oder Messkunst chemischer Elemente (1792-1794) e negli anni successivi in Gegenstände in der Chemie (1792-1802), anche se ebbe più successo molto tempo prima. Ciò è dovuto in parte perché alcuni dei suoi lavori furono erroneamente attribuiti a Jons Berzelius per un errore che è stato corretto solo nel 1841 da Henri Hess, professore di chimica di San Pietroburgo.